# Zé Rodolpho
José Rodolpho Machado Da Silva, meglio noto come Zé Rodolpho (Rio de Janeiro, 15 maggio 1984), è un ex calciatore brasiliano, di ruolo centrocampista.